# Kazunari Ichimi
Kazunari Ichimi (født 10. november 1997) er en japansk fodboldspiller, som spiller for den japanske fodboldklub Kyoto Sanga FC.